# Столинський повіт

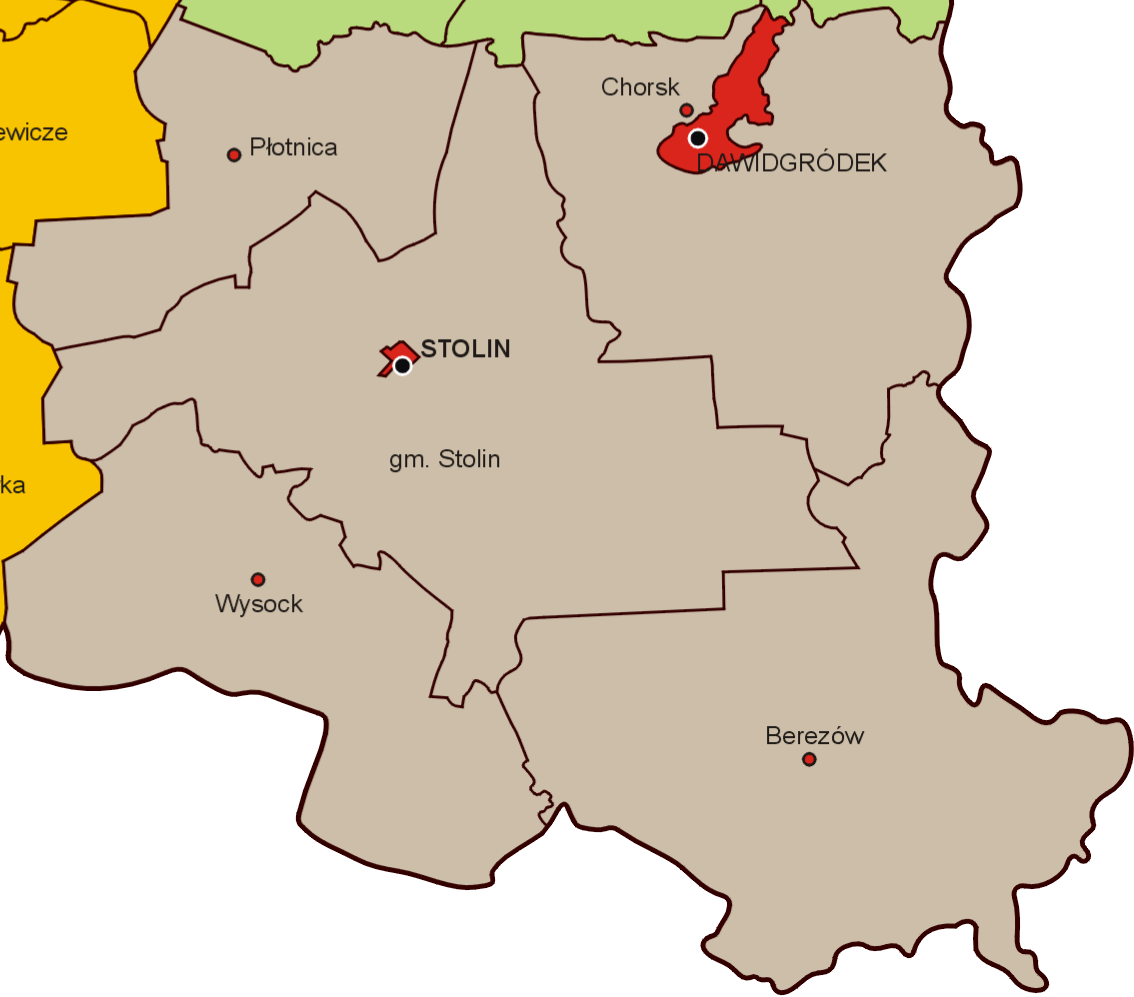
Столинський повіт

Столинський повіт (пол. Powiat stoliński) — історична адміністративно-територіальна одиниця в складі Поліського воєводства II Речі Посполитої. Повітове місто — Столин. Знаходився на півночі української етнічної території.

## Утворення
Утворений 1 січня 1923 р. розпорядженням Ради Міністрів Польщі зі включеням до новоутвореного повіту гмін, вилучених з наступних повітів:
- з Пінського повіту — Рачицької гміни;
- з Лунинецького повіту — Столинської, Плотницької, Теребєжовської, Хорської і Березівської гмін;
- з Сарненського повіту — Висоцької гміни.

В складі повіту 7 сільських гмін, 4 міста.

## Адміністративний поділ
Розпорядженням Міністра внутрішніх справ Польщі 23 березня 1928 р. ґміна Теребєжув поділена між ґмінами Столин і Висоцк та ґміна Радчиск — між ґмінами Столин і Плотніца та передано з ґміни Плотніца села Дубенець, Дубенецький Бір, Яструби і Могильне до ґміни Столин та сіл Орли Малі й Орли Великі — до ґміни Хорск.
Розпорядженням міністра внутрішніх справ 28 березня 1934 р. вилучено з сільської ґміни Хорськ землі колишнього маєтку Давидгородок з фільварком Старий Двір, землі колишнього маєтку Анусин, частина колишнього маєтку Високе і частина земель військового селища Високе та приєднання їх до міста Давид-Городок.
Розпорядженням міністра внутрішніх справ 30 березня 1934 р. територія міста Столин розширена шляхом вилучення з сільської ґміни Столин частин сіл Столин і Столинок, маєтку Столин і розпарцельованих (поділених) маєтку Столин та приєднання їх до міста.
Міські ґміни:
1. м. Давид-Городок
2. містечко Городно — до 1927[5]. Статус понижено до містечка сільської ґміни
3. м. Столин
4. містечко Висоцьк — до 1926. Статус понижено до містечка сільської ґміни

Сільські ґміни:
1. Ґміна Березов
2. Ґміна Висоцьк
3. Ґміна Плотниця
4. Ґміна Радчиськ — до 1928
5. Ґміна Столин
6. Ґміна Теребежів — до 1928
7. Ґміна Хорськ

## У складі СРСР
27.11.1939 до Сарненського повіту включені Березівська і Висоцька волості Столинського повіту в ході випрямлення кордону з БРСР. Повіт включений Указом Президії Верховної Ради СРСР від 4 грудня 1939 р. до складу новоствореної Пінської області. Ліквідований 15 січня 1940 р. з поділом на Давид-Городоцький і Столинський райони. Під час німецької окупації територія була включена до Столинського ґебіту Генеральної округи Волинь-Поділля, тобто німці визнавали цю землю українською етнічною територією.